# Volda
Volda este o comună din provincia Møre og Romsdal, Norvegia.